# Jitters
Pour plus de détails, voir Fiche technique et Distribution.
Jitters (Órói, littéralement « Troubles ») est un film dramatique romantique islandais coécrit et réalisé par Baldvin Zophoníasson, sorti en 2010.

## Synopsis
Gabriel, adolescent dégingandé islandais de seize ans, effectue un séjour linguistique de trois semaines à Manchester, où il rencontre Markus, adolescent islandais comme lui. Ce dernier est blond et masculin et semble très intéressé par les filles. Il se destine à devenir coiffeur à la rentrée. Après une nuit arrosée, ils s'embrassent et cela donne à Gabriel la chair de poule. Revenu à Reykjavik, Gabriel l'évite et préfère rester avec sa bande d'amis à sortir et à s'amuser et aussi à trop boire. Il est le confident de Stella dont il ne s'aperçoit pas qu'elle est amoureuse de lui et il est aussi ami avec Gréta à la recherche de son père qui ne l'a pas reconnue. Il conseille son copain Teddi - au caractère viril et séducteur - dans ses amours et sa relation avec Tara. Tous ces adolescents sont plus ou moins surveillés par leurs parents qui sont eux-mêmes en difficulté avec leur propre existence. Un drame va souder la petite bande d'amis et faire accepter à Gabriel sa nature intime.

## Fiche technique
Sauf indication contraire, les informations mentionnées dans cette section peuvent être confirmées par la base de données cinématographiques IMDb,  présente dans la section « Liens externes ».
- Titre original : Órói
- Titre international et français : Jitters
- Réalisation : Baldvin Zophoníasson
- Scénario : Ingibjörg Reynisdóttir et Baldvin Zophoníasson
- Direction artistique : Halfdan Pedersen
- Décors : Hulda Helgadóttir
- Costumes : Margrét Einarsdóttir et Selma Ragnarsdóttir
- Photographie : Jóhann Máni Jóhannsson
- Montage : Sigurbjorg Jonsdottir
- Musique : Ólafur Arnalds
- Production : Júlíus Kemp et Ingvar Þórðarson
- Société de production : Icelandic Film Company
- Sociétés de distribution : Sambio (Islande) ; Outplay (France)
- Pays d’origine :  Islande
- Langue originale : islandais
- Format : couleur
- Genre : drame romantique
- Durée : 97 minutes
- Dates de sortie :
  - Islande : 27 août 2010 (avant-première à Reykjavik) ; 10 octobre 2011[2] (sortie nationale)
  - France : 12 octobre 2011 (Paris Gay and Lesbian Film Festival)  ; 20 juin 2012 (sortie nationale)

## Distribution
- Atli Óskar Fjalarsson : Gabríel
- Ilva Holmes : Stella
- Gísli Örn Garðarsson : Haraldur
- Birna Rún Eiríksdóttir : Gréta
- Lilja Guðrún Þorvaldsdóttir : Guðbjörg amma
- Elías Helgi Kofoed-Hansen : Teddi
- Haraldur Ari Stefansson : Markús
- María Birta : Júdit
- Ingibjörg Reynisdóttir : Hulda
- Þorsteinn Bachmann : Benedikt
- Vilhelm Þór Neto : Mitrovik
- Kristín Pétursdóttir : Tara
- Árni Gestur Sigfússon : Hallur
- Saga Líf Friðriksdóttir : Freyja

## Accueil
Sorties et festivals
Jitters sort le 27 août 2010 à Reykjavik en avant-première mondiale, puis le 10 octobre 2011 partout en Islande.
En France, il est d’abord présenté le 12 octobre 2011 au Paris Gay and Lesbian Film Festival avant sa sortie nationale dès le 20 juin 2012.
Critiques

## Distinctions

### Récompenses
- Edda Awards 2011 : Meilleur acteur dans un second rôle pour Þorsteinn Bachmann
- Festival international du film pour enfants de Kristiansand[3] 2011 : Prix Don Quixote du meilleur film

### Nominations
- Edda Awards 2011 :
  - Meilleur acteur pour Atli Oskar Fjalarsson
  - Meilleure actrice pour Ilva Holmes
  - Meilleure actrice dans un second rôle pour Lilja Guðrún Þorvaldsdóttir
  - Meilleur réalisateur pour Baldvin Zophoníasson
  - Meilleur scénario pour Baldvin Zophoníasson et Ingibjörg Reynisdóttir
  - Meilleur film
  - Meilleure photographie pour Jóhann Máni Jóhannsson